# 硚口区辛亥首义烈士陵园
硚口区辛亥首义烈士陵园是位于湖北省武汉市硚口区利济北路的一座辛亥革命烈士陵园，园中葬有民军烈士遗体2000余具。

## 背景
清末时，该陵园所在区域为汉口城外荒地，仅有一处荒堰称“白骨塔”，由于附近还有商业学堂，是又称为“学堂墩子”。
武昌起义爆发后，段祺瑞、冯国璋率领新军沿京汉铁路南下镇压起义，革命军遂在滠口、三道桥、汉口江岸站、姑嫂树、汉口大智门站等地与清军激战。革命军因伤亡惨重、寡不敌众，最终退守三眼桥及球场街一带。10月30日清军夺回汉口、11月27日清军夺回汉阳，该战役史称“阳夏保卫战”。
战后，汉口当地红十字会出面将革命军牺牲将士遗骸就近收殓，葬于古德寺、球场路边（即今江岸区的辛亥首义烈士陵园）、利济路（即现该陵园所在位置）、单洞一路等处。
其中利济路的墓地为较大的一处，埋葬有王家墩（后王家墩机场所在）、汉口玉带门站、歆生路（今江汉路）、济生堂一带牺牲的首义烈士，初称辛亥首义阵亡军士公墓，又称“二大堆”或“一大堆”。

## 修建及维护
1913年，湖北军政府拨款为此陵园建墓并立碑，但随后园区附近逐渐修起道路房屋，尤其是1931年洪水之后，已有的烈士陵园逐渐失修。
|                                | 陆军义冢 在由义门马路外，旧名白骨塔，葬埋棺木甚多。辛亥秋民军起义阵亡军士遍于郊野，红十字分会同人因就该地掩埋，合建一大冢。 |
| ——民国《夏口县志·卷末·建置志》 | |

抗日战争期间，陵园被日军践踏，用作兵营马厩。抗日战争胜利后，汉口市政府迫于压力，重修了各辛亥烈士墓地。
至中华人民共和国建国时，汉口境内仅存利济路、球场街、单洞二路3处辛亥烈士陵园。1956年11月15日，硚口、江岸两处辛亥烈士陵园（另还有已迁葬的单洞二路）被列为湖北省文物保护单位。
1957年，有关部门重新修葺了烈士陵园，并立碑上刻“辛亥首义烈士公墓”。1961年辛亥革命50周年之际，陵园进行了大修。1985年再度修缮。
1989年7月，陵园被列为武汉市第一批重点烈士纪念建筑物保护单位”。1995年，武汉市公布陵园为爱国主义教育基地。2022年，陵园再次改建。

## 陵园概况
硚口区辛亥首义烈士陵园隶属于該区退役军人事务局，由武汉市民政局在1989年设立的硚口区辛亥首义烈士陵园管理处负责管理。
陵园门额上书“辛亥首义烈士陵园”，见图，陵园中部为纪念碑一座，碑身高2米，一面镌刻辛亥革命亲历者喻育之手书碑文，一面为碑名“辛亥首义烈士公墓”。另外陵园中设有陈列室及展览。

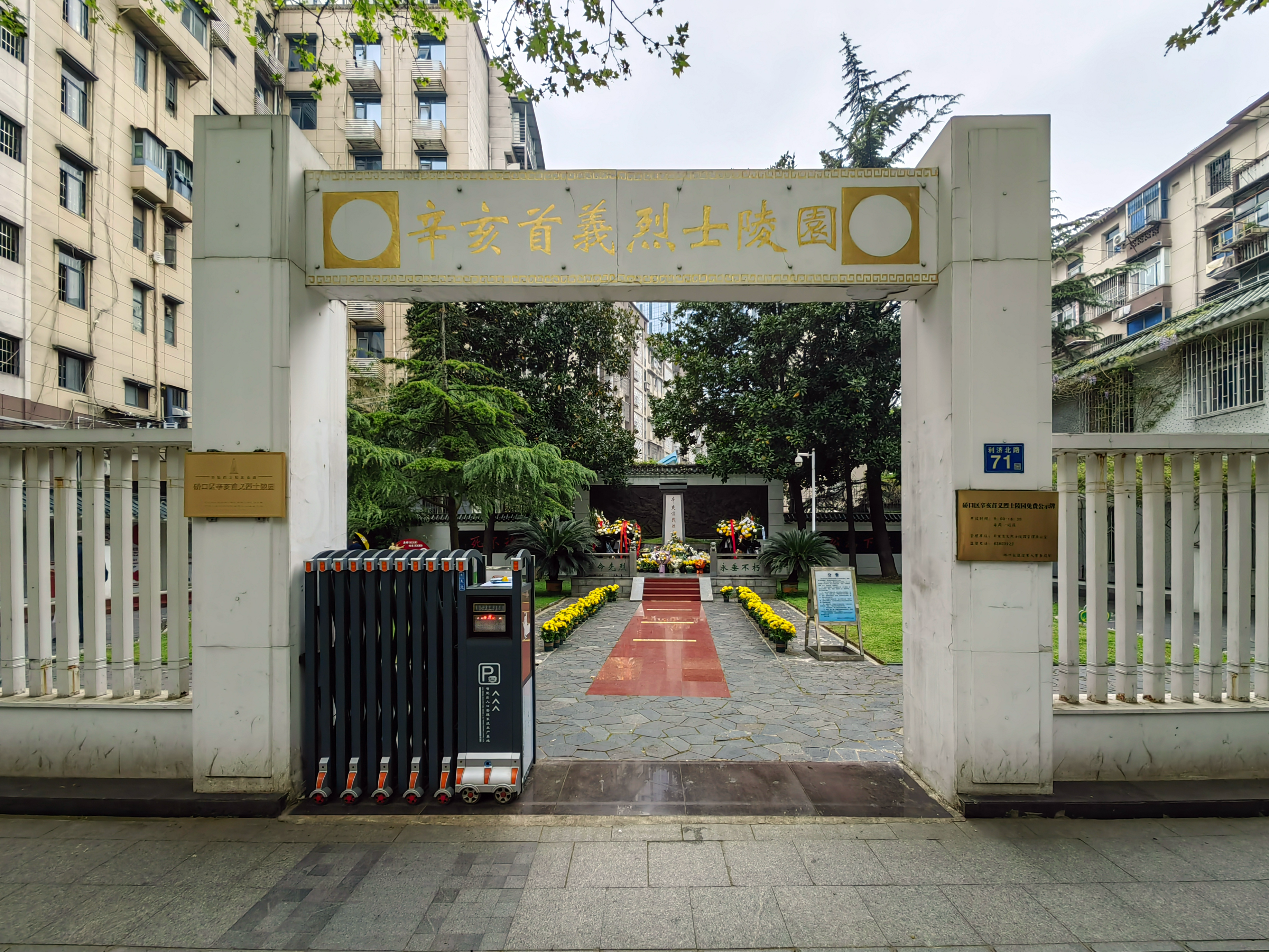
陵园大门
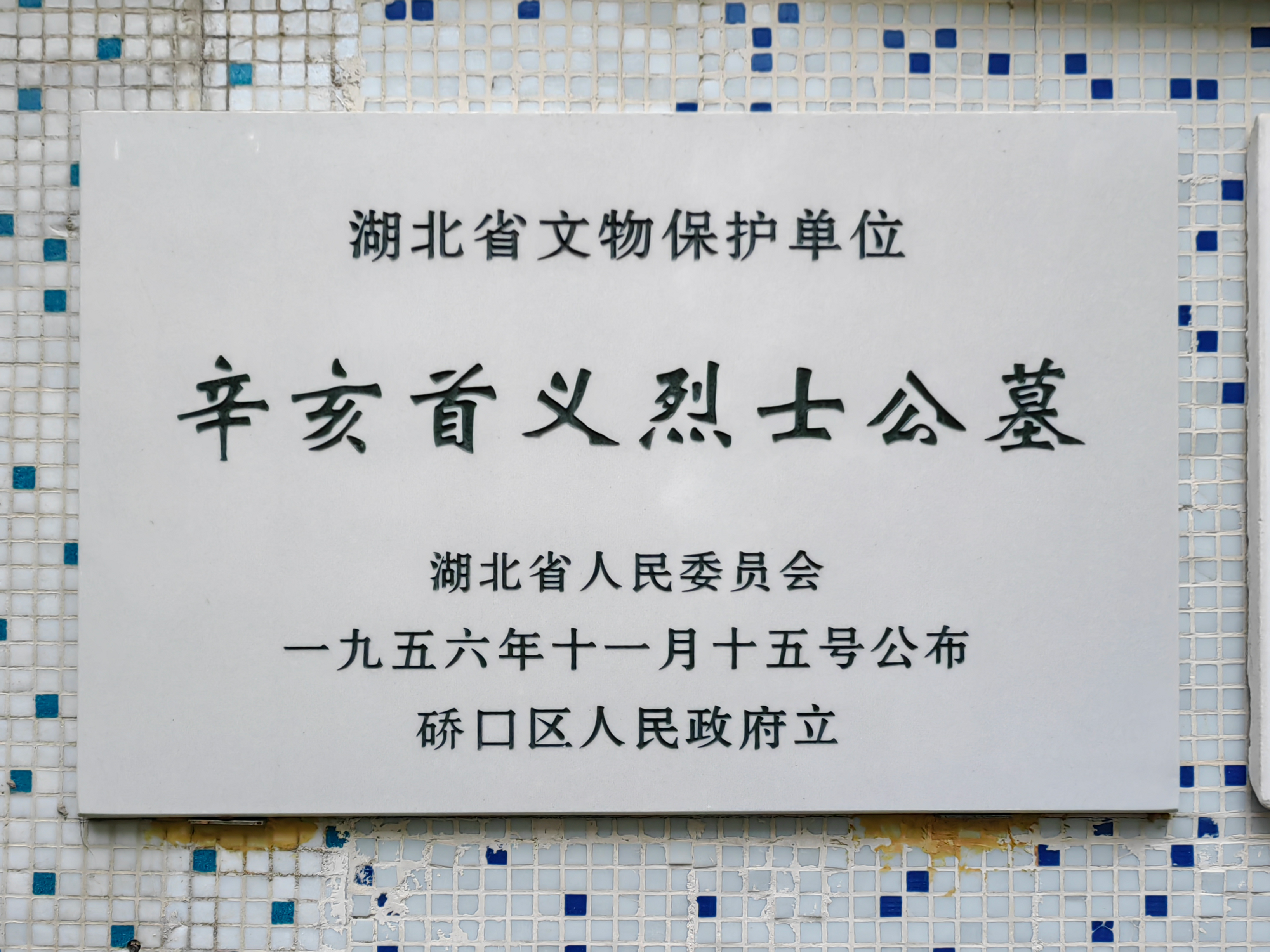
文物保护单位标志

## 文物保护
其保护范围为：辛亥首义烈士墓（二）及周围一定范围。以陵园围墙为界，东面向外延伸至利济北路现状道路边线，南面、西面各向外延伸6米，北面向外延伸5米。
其建设控制地带为：以保护范围为界，东面向外延伸16米至利济北路规划道路中线，南面向外延伸19米至规划道路红线，西面向外延伸50米，北面向外延伸17米至规划道路红线。